# Pegasus Continental Cycling Team/Saison 2016
Dieser Artikel listet Erfolge und Fahrer des Radsportteams Pegasus Continental Cycling Team in der Saison 2016 auf.

## Erfolge in der UCI Asia Tour
In den Rennen der Saison 2016 der UCI Asia Tour gelangen die nachstehenden Erfolge.
| Datum    | Rennen          | Kat. | Fahrer         |
| -------- | --------------- | ---- | -------------- |
| 30. Juli | Tour de Jakarta | 1.2  | Ryan MacAnally |

## Abgänge – Zugänge
| Zugänge                        | Team 2015                       | Abgänge                             | Team 2016               |
| ------------------------------ | ------------------------------- | ----------------------------------- | ----------------------- |
| Ryan MacAnally                 | Charter Mason Giant Racing Team | Dadi Suryadi                        | Terengganu Cycling Team |
| Fito Prilanji                  |                                 | Robin Manulang                      | Unbekannt               |
| Lars Pria (ab 1. Juli)         | Rietumu-Delfin                  | Agung Ali Sahbana (bis 28. Juli)    |                         |
| Samuel Mobberley (ab 27. Juli) |                                 | Aiman Cahyadi (bis 28. Juli)        |                         |
| Firman Hidayat (ab 28. Juli)   |                                 | Dani Lesmana (bis 2. März)          |                         |
|                                |                                 | Jamalidin Novardianto (bis 2. März) |                         |
|                                |                                 | Patria Rastra (bis 2. März)         |                         |

## Mannschaft
| Name                          | Geburtstag         | Nationalität |
| ----------------------------- | ------------------ | ------------ |
| Agung Ali Sahbana             | 31. März 1988      | Indonesien   |
| Chelly Aristya                | 11. November 1991  | Indonesien   |
| Aiman Cahyadi                 | 16. November 1993  | Indonesien   |
| Firman Hidayat                | 21. Februar 1992   | Indonesien   |
| Arin Iswana                   | 7. Mai 1990        | Indonesien   |
| Dani Lesmana                  | 29. September 1992 | Indonesien   |
| Ryan MacAnally                | 14. September 1992 | Australien   |
| Samuel Mobberley              | 13. April 1996     | Australien   |
| Jamalidin Novardianto         | 17. November 1994  | Indonesien   |
| Lars Pria                     | 31. August 1983    | Rumänien     |
| Fito Prilanji                 | 5. April 1992      | Indonesien   |
| Patria Rastra                 | 26. November 1989  | Indonesien   |
| Teten Rohendi                 | 2. April 1996      | Indonesien   |
| Andreas Odie Purnama Setiawan | 29. November 1996  | Indonesien   |